# Potato Range
Potato Range är ett berg i Kanada.   Det ligger i provinsen British Columbia, i den sydvästra delen av landet, 3 600 km väster om huvudstaden Ottawa. Toppen på Potato Range är 2 193 meter över havet.
Terrängen runt Potato Range är bergig åt sydväst, men åt nordost är den kuperad.Trakten runt Potato Range är nära nog obefolkad, med mindre än två invånare per kvadratkilometer.. Det finns inga samhällen i närheten. 
I omgivningarna runt Potato Range växer i huvudsak barrskog.